# Léonidas 2
Pour les articles homonymes, voir Léonidas.
Le Léonidas 2 est le résultat de la volonté grecque de produire seul un véhicule blindé de transport de troupes avancé. Il est dénommé après Léonidas, roi de l'antique cité-état de Sparte. 
La première version du Léonidas est en réalité une copie du véhicule blindé de transport de troupes autrichien Saurer 4k 4FA construit avec des modifications mineures par l'entreprise grecque (alors dénommée Steyr Hellas S.A.) de 1981 à 1987. Les premiers véhicules produit étant uniquement assemblés en Grèce, avec une augmentation progressive de la part grecque dans la production. Ce véhicule blindé dispose d'un moteur de 320 chevaux moteurs et pèse 14,8 tonnes.

## Conception et développement

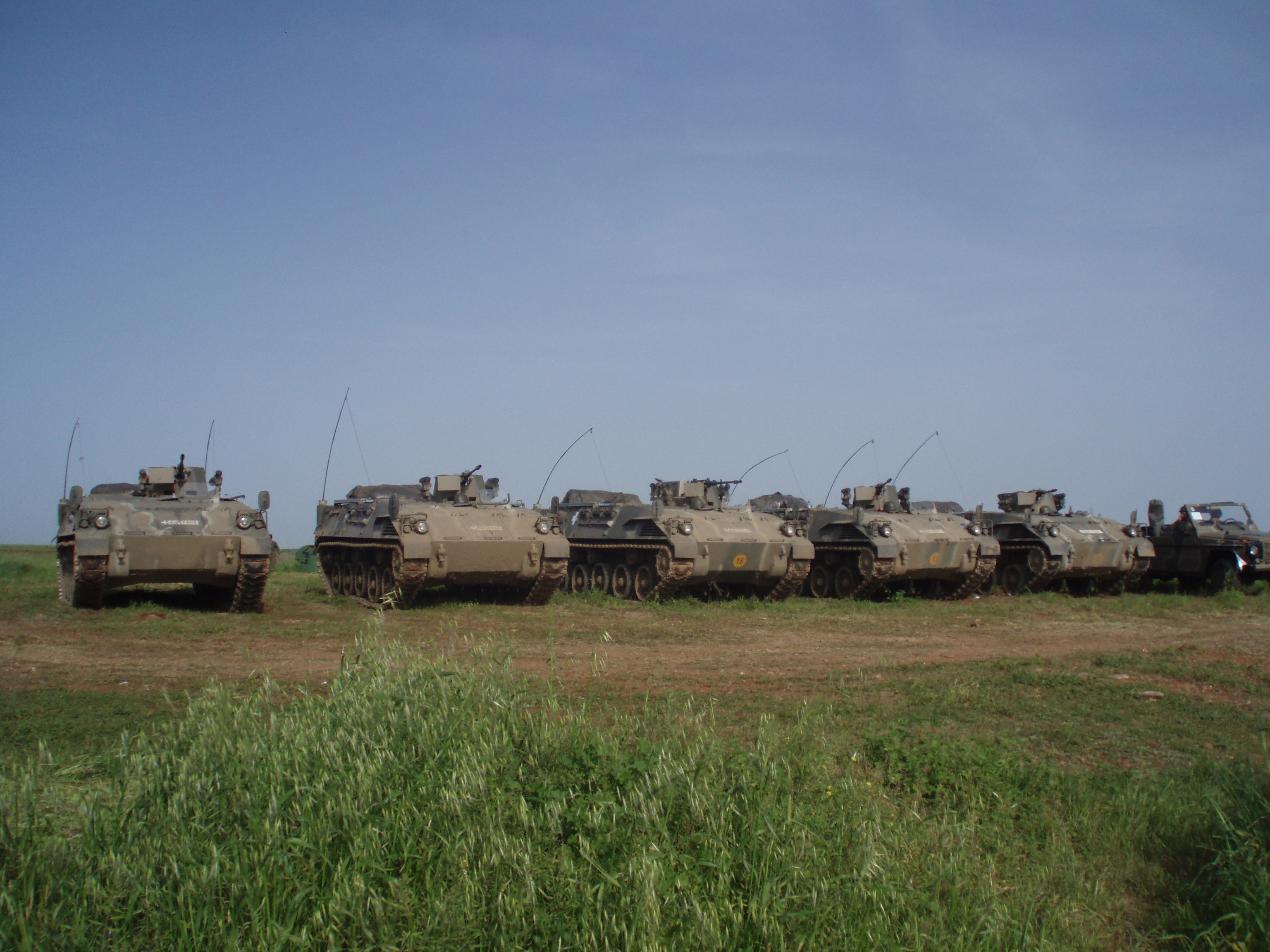
Des Léonidas 2 de la Force grecque à Chypre.

Le développement du Léonidas-2 implique des modifications majeures du modèle précédent. Ce projet est mené en 1987 par l'entreprise ELVO afin de le développer en un véhicule de combat d'infanterie blindé (VCIB). Cette nouvelle version pèse 14,8 tonnes et utilise un moteur de 450 chevaux-moteurs pour une vitesse maximale de 70km/h. La question de la construction d'une tourelle a fait l'objet de débats impliquant des entreprises intéressées (trois versions avec chacune un tourelle différente ont été proposées, avec comme "exigence" que celle-ci soit construite par EBO). Finalement, le projet de tourelle fut abandonné.  
Près de 700 véhicules ont été produits, incluant ceux exportés à Chypre. Les plans pour développer le véhicule au standard "Léonidas-3", proposant une plus grande diversité de rôles, ont été abandonnés en 2002, le véhicule étant considéré obsolète.  
De son côté, ELVO a continué ses efforts pour développer un véhicule de combat d'infanterie moderne, initiant une collaboration en 1988 avec l'entreprise autrichienne Steyr-Daimler-Puch pour un développement commun. Rapidement, ELVO se retira étant donné les coûts trop élevés du véhicule en comparaison avec le cahier des charges de l'armée grecque (l'entreprise espagnole Santa Barbara Sistemas continua ensuite le développement avec Steyr, résultant en l'ASCOD Pizzaro/Ulan).  
Finalement, ELVO a produit seul un tout nouveau véhicule blindé de combat d'infanterie, le Kentauros en 1998.

## Production du Léonidas-2
Ce tableau ci-dessous montre les différents lots de la production selon les commandes connues publiquement à travers le presse. Le total recensé atteint 700 véhicules, pourtant, l'entreprise ELVO indique sur son site internet une production totale "aux alentours de 800 véhicules". 
| Année | Origine de la commande                  | Quantité | Notes |
| ----- | --------------------------------------- | -------- | --- |
| 1981  | Grèce                                   | 2        | Leonidas 1. 2 prototypes livrés par l'Autriche pour des essais |
| 1981  | Grèce                                   | 100      | Leonidas 1. Livré entre 1982 et 1983. Originellement seulement assemblé en Grèce, mais progressivement, la participation Grecque a augmenté (incluant la manufacture de certaines pièces) |
| 1986  | Chypre                                  | 56       | Leonidas 2. 16 construits en Autriche, 40 en Grèce. |
| 1987  | Grèce                                   | 344      | Leonidas 2. Construction en Grèce. |
| 1993  | Chypre                                  | 76       | Leonidas 2. Construction en Grèce. |
| 1995  | Chypre                                  | 65       | Leonidas 2. Construction en Grèce. |
| 1998  | Grèce                                   | 57       | Leonidas 2. Construction en Grèce. |
| 2001  | Macédoine du Nord (donnés par la Grèce) | 10       | Version du Leonidas 2 avec une nouvelle transmission automatique. Construction en Grèce.                                                                                                  |
| Total |                                         | 700      | 503 véhicules livrés à la Grèce. 197 véhicules livrés à Chypre. |

## Opérateurs

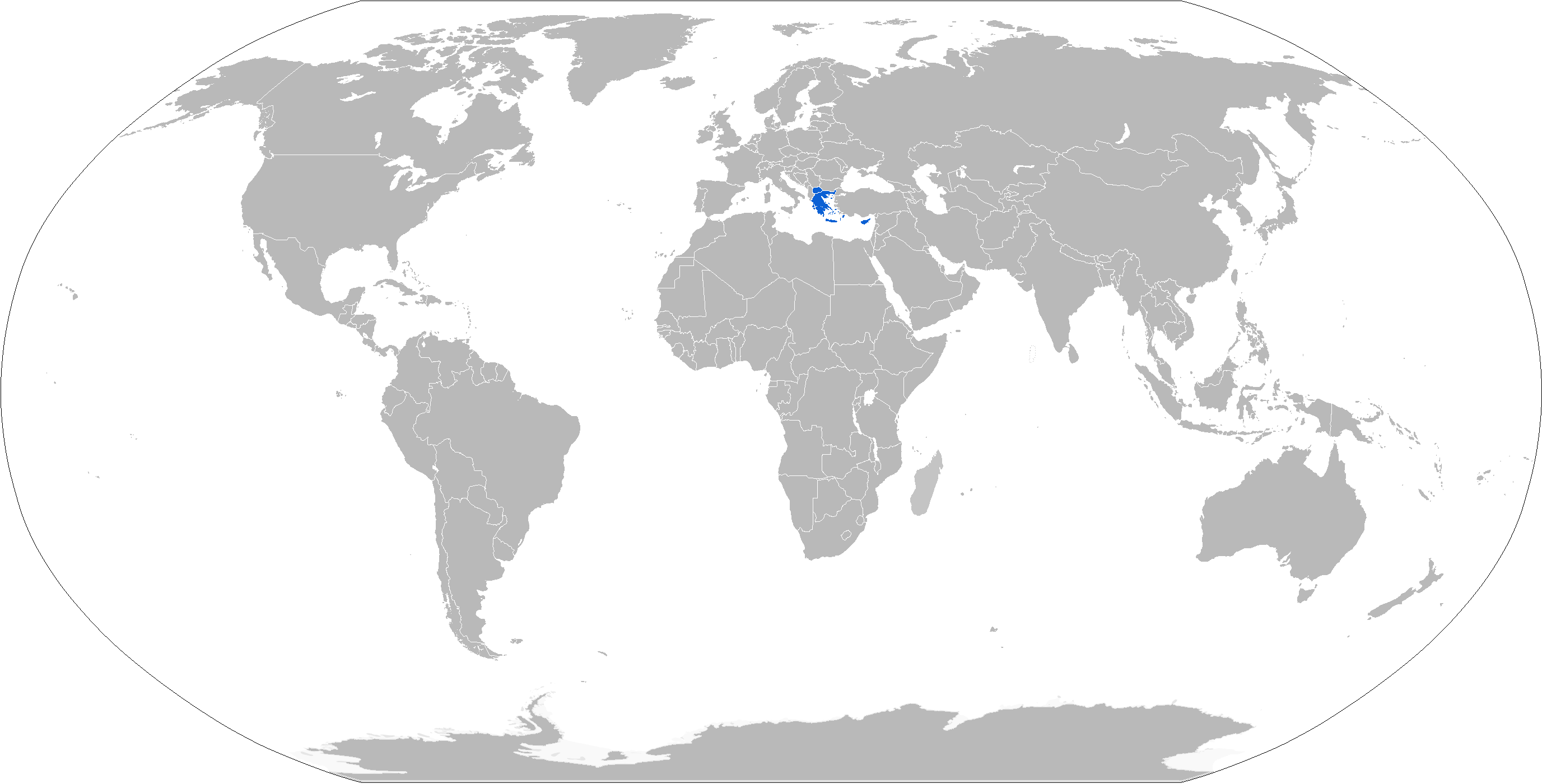
Opérateurs du Léonidas 2 en bleu

- Chypre
- Grèce
- Macédoine du Nord

## Sources
- (en) Cet article est partiellement ou en totalité issu de l’article de Wikipédia en anglais intitulé « ELVO Leonidas-2 » (voir la liste des auteurs).